# 그리스군
그리스군(그리스어: Eλληνικές Ένοπλες Δυνάμεις, 영어: Hellenic Armed Forces)은 그리스의 군대이다. 2012년 기준으로 상비군의 수는 약 177,600명이며, 예비군의 수는 약 280,000명 정도이다. 그리스군은 구 냉전 시절부터 공산주의 국가에 둘러싸여 있었고 가상의 적국인 터키가 옆에 자리잡고 있어 발칸반도에서 가장 강력한 군대를 보유하고 있다. 특히 포병 화력은 EU 국가 중 수준급으로 꼽힌다.
그리스군은 그리스 국방 참모부(Γενικό Επιτελείο Εθνικής Άμυνας - ΓΕΕΘΑ)에서 감독하며, 육군, 해군, 공군으로 구성된다. 그리스 민간 사무는 국방부가 맡는다. 또 그리스에는 그리스 해안 경비대가 있어서 해양 수색 구조 업무를 담당한다. AH-64D 공격헬기 등을 운용중이다. 현재 그리스는 남성에 대해 징병제를 유지하고 있다. 2015년 현재 그리스는 19세에서 45세 사이의 성인 남성의 군 복무기간을 9개월로 하고 있다. 그러나 그리스 군대는 완전 직업군인 제도로 운영해왔으며, 정부는 징병제 완화 혹은 완전 폐지를 약속해왔다. 전략상 민감한 지역에 거주하는 18세에서 60세 사이의 그리스 남성은 국가 경비대에 급료를 받는 일시직으로 근무할 수 있다. 북대서양 조약기구 회원국으로서 그리스는 동맹국의 지원을 받으며 군사 작전과 배치에 참여하고 있다. 1996년부터 평화주의 신념에 따라 병역을 거부하는 양심적 병역거부를 허용하고 있다.
그리스군은 다수의 재래식 잠수함을 독일로부터 도입하여 해군의 질상승을 추진하였다. 그리스는 7척의 209급과 1척의 214급을 보유 중이며 추가로 5척의 214급을 도입 중이다. 러시아산인 세계최대의 555 톤 공기부양정 주브르급도 4대 정도를 보유하고 있다. 이외에도 LCU (Type: 520)를 5척, 4,500톤급 Jason LST를 5척 보유하고 있어 상당한 상륙능력을 보유한 것으로 추정된다. 이러한 상륙 능력은 터키군에 대비하기 위해 보유한 것으로 추정되고 있다.

## 보유 병력 수

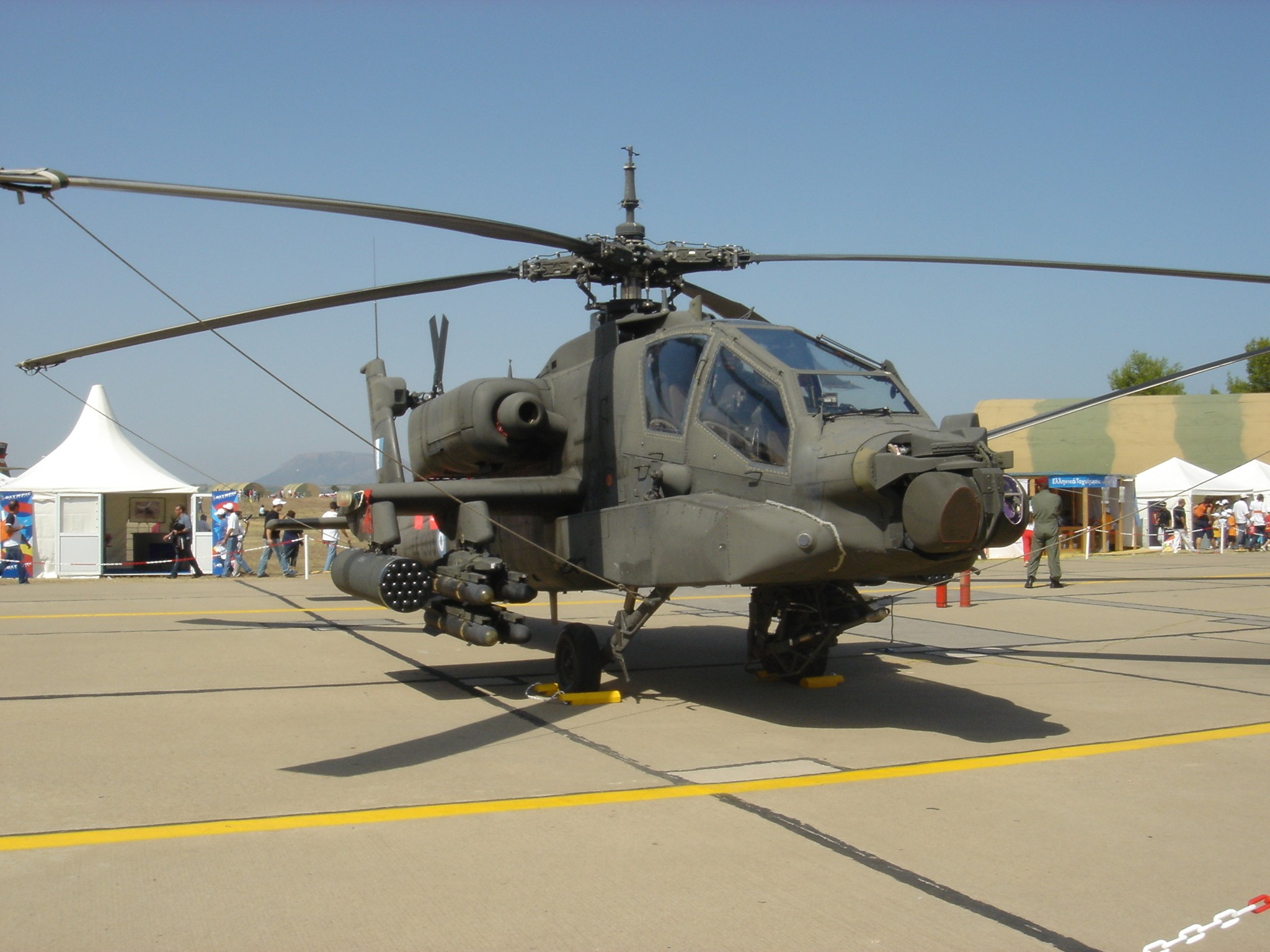
그리스 공군의 AH-64A+ Apache

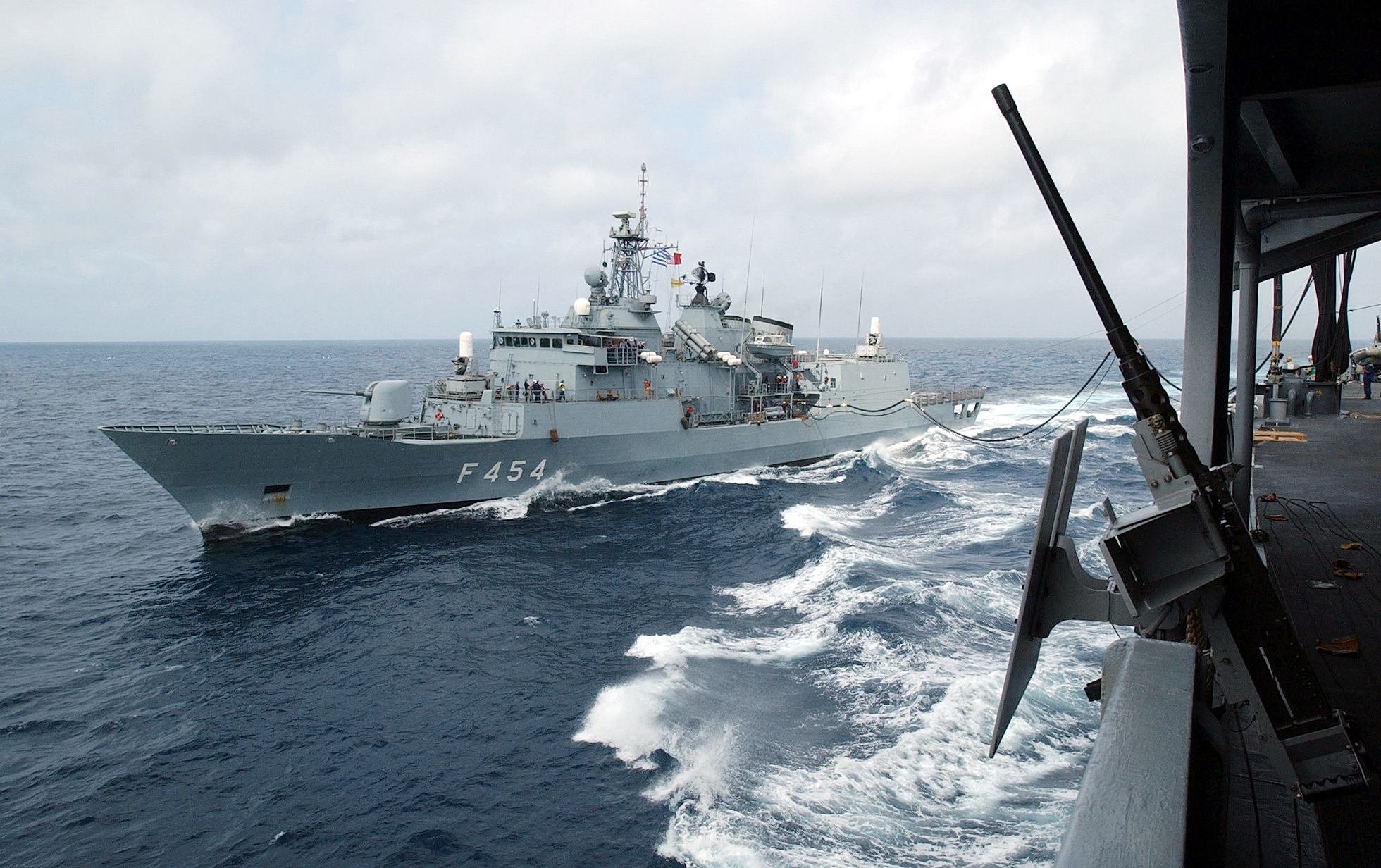
그리스 해군의 프리깃함 Psara

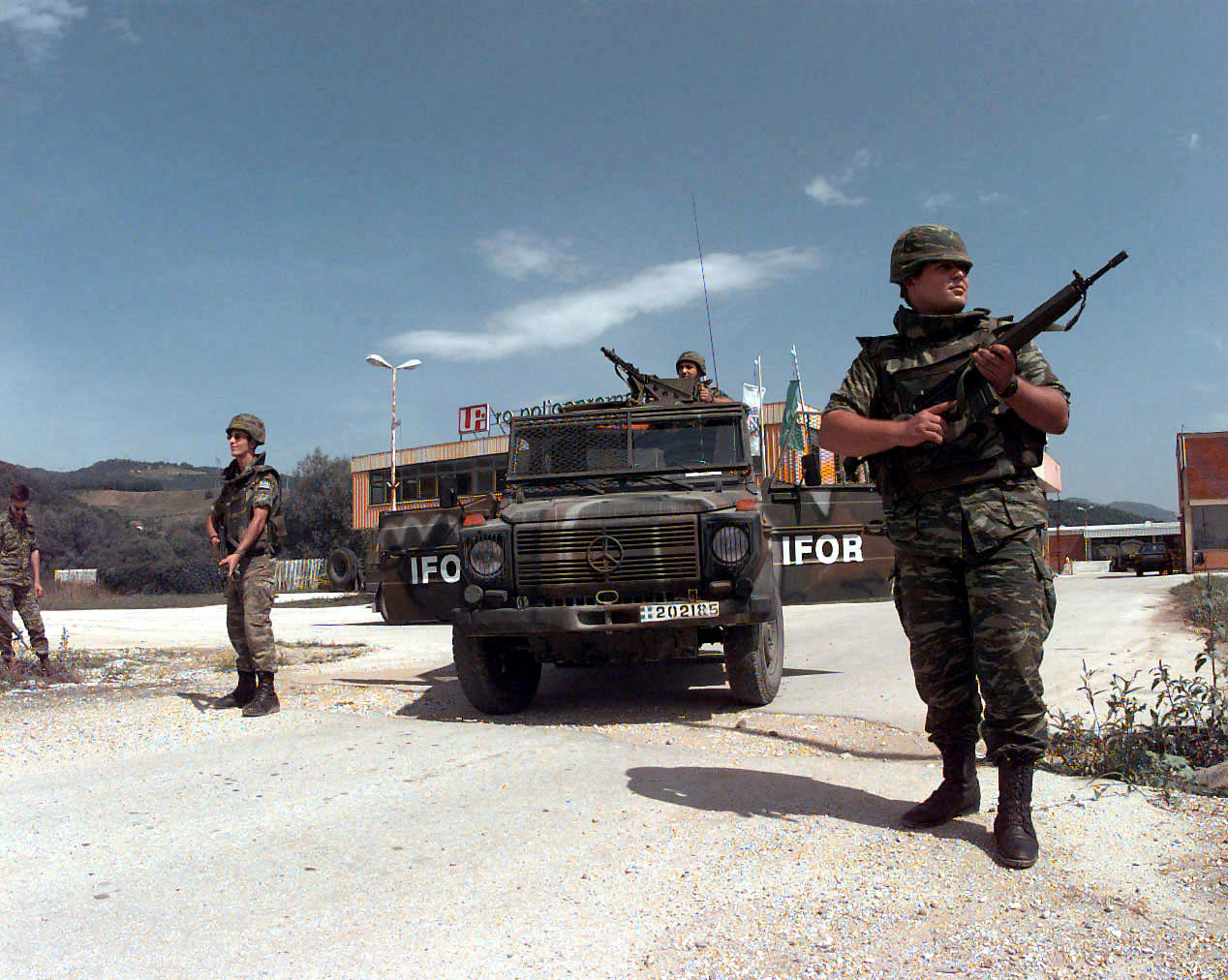
그리스 육군 보병

그리스 육군의 공식적인 명칭은 엘리니쿠스 스트라토스 (Ελληνικός Στρατός, Hellenic Army)이며, 병력은 3.5세대 전차를 353대, 2세대 전차를 520대, 1세대 전차를 390대 정도 보유하고 있으며 장갑차는 2,671대, 박격포는 4,065문, 수송 차량은 11,331대 정도를 보유한 강력한 군대를 유지하고 있다. 관련 부대로는 제32해병여단이 있다. 제32해병여단은 육군 소속이지만 해병대의 역할을 하고 있다.
공군은 4세대 전투기를 200기, 3세대 전투기를 57기, 2세대 공격기를 51기, 조기경보관제기를 4기, 헬리콥터를 254기 정도 보유하고 있다.
그리스 해군은 발칸반도에서 가장 강력한 해군력을 보유하고 있다. 4,000톤급 호위함을 13척, 초계함과 고속정을 33척, 잠수함을 8척 정도 보유하고 있다.

## 군 개혁
2020년 9월, 그리스 국방부는 대대적인 군 개혁을 밝혔다. 15,000명의 군무원을 확보하고 18대의 라팔 전투기를 도입해서 터키에 비해 뒤처진 공군력을 현대화한다.

## 같이 보기
- 북대서양 조약 기구
- 그리스
- 군사
- 발칸반도